# Guillaume-Honoré Roques
Guillaume-Honoré Roques, detto l'abate di Montgaillard (Montgaillard, 1772 – 1825), è stato un politico francese.
Emigrato nel 1792, tornò sotto Napoleone Bonaparte per ricoprire incarichi di polizia; sua è la Storia di Francia dalla fine del regno di Luigi XVI fino all'anno 1825 (1826 postuma).